# Sidi Safi
Sidi Safi – miasto w północnej Algierii, w prowincji Ajn Tumuszanat.